# مار ورزا
مار وَرزا (نام علمی: Pituophis catenifer) نام یک گونه از تیره قمچه‌ماران است.